# Horst Milde (Politiker)

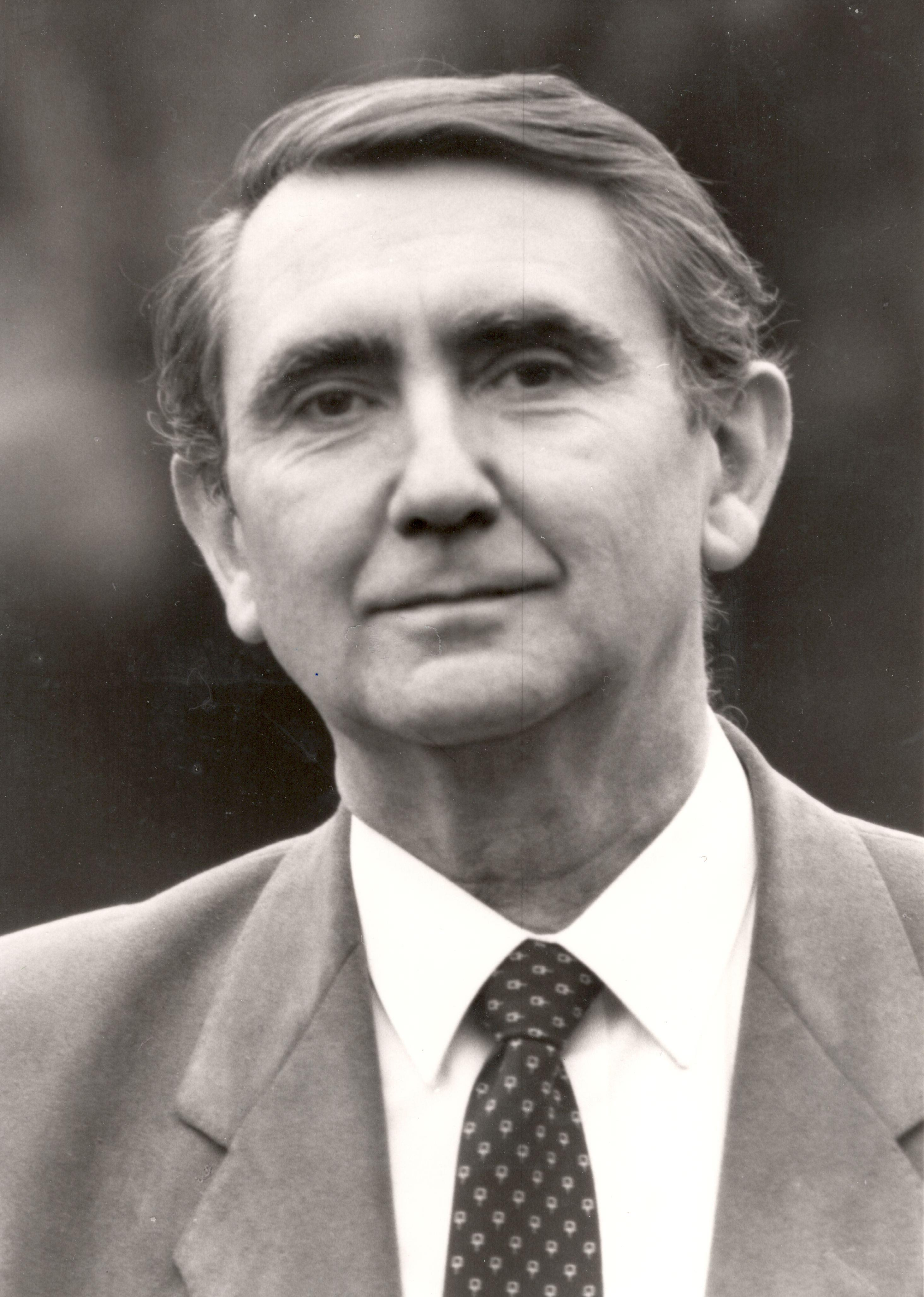
Horst Milde (2000)

Horst Milde (* 6. April 1933 in Breslau, Provinz Niederschlesien; † 29. März 2023) war ein deutscher Politiker (SPD). Von 1986 bis 1991 war er ehrenamtlicher Oberbürgermeister der Stadt Oldenburg (Oldenburg). Außerdem war er langjähriges Mitglied des Niedersächsischen Landtages und von 1990 bis 1998 dessen Präsident.

## Leben
Milde besuchte von 1943 bis 1945 das Elisabeth-Gymnasium in Breslau. Nach dem Zweiten Weltkrieg wurde die Familie Horst Mildes aus Breslau vertrieben und ließ sich in Leer (Ostfriesland) nieder. Bis 1951 absolvierte er das Ubbo-Emmius-Gymnasium Leer. 1951 trat er in den Dienst der Stadt Leer.
Horst Milde wurde 1956 Mitglied der SPD. Er war von 1964 bis 1973 Abgeordneter des Leeraner Kreistages, von 1965 bis 1968 stellvertretender Landrat des Landkreises Leer und von 1968 bis 1973 ehrenamtlicher Bürgermeister von Leer. Von 1967 bis 1974 gehörte Milde erstmals dem Niedersächsischen Landtag an.
Im September 1973 wurde Milde Präsident des niedersächsischen Verwaltungsbezirkes Oldenburg. Dieses Amt hatte er bis 1976 inne, da er nach der Wahl des CDU-Politikers Ernst Albrecht zum niedersächsischen Ministerpräsidenten in den einstweiligen Ruhestand versetzt wurde.
Er wurde 1977 erstmals in den Oldenburger Stadtrat gewählt. Als Oldenburger Oberbürgermeister setzte er sich für die Carl von Ossietzky Universität Oldenburg ein und förderte ihre Zusammenarbeit mit Stadt und Region. Von 1978 bis 1998 gehörte er dem Niedersächsischen Landtag erneut als direkt gewähltes Mitglied (Wahlkreis 74 Oldenburg Nord) an, von 1990 bis 1998 war er zudem dessen Präsident. 1998 zog er sich aus der Politik zurück. Er starb im März 2023, acht Tage vor seinem 90. Geburtstag.

## Ehrungen
- 1973: Verdienstkreuz am Bande des Verdienstordens der Bundesrepublik Deutschland
- 1975: Freundschaftsbecher der Wirtschaft der CDH (Weser-Ems)
- 1976: Goldene Ehrenmedaille der Seehafenstadt Brake
- 1987: Stadtmedaille der Stadt Cholet/Frankreich
- 1989: Bronzemedaille der Stadt Jerusalem/Israel
- 1989: Ehrenkreuz der Bundeswehr in Gold
- 1990: Stadtrechtsmedaille der Stadt Groningen
- 1991: Großes Lambertussiegel für Verdienste um die Stadt Oldenburg
- 1991: Silbermedaille des Kantons Bern/Schweiz
- 1993: Ehrennadel in Gold des Bundes der Kriegsblinden Deutschlands
- 1995: Silbermedaille des Bundesrates der Bundesrepublik Deutschland
- 1996: Ehrenbürger der Carl von Ossietzky Universität Oldenburg
- 1996: Gedenkmedaille in Silber des Bundes der Heimkehrer Deutschlands
- 1996: Ehrenmitglied des Niedersächsischen Heimatbundes
- 1997: Ehrenmitglied der Breslauer Schützenbrüderschaft
- 1997: Medaille des Volkskongresses der Stadt Shanghai
- 1997: Medaille der Oblast Perm/Russland
- 1998: Großes Niedersächsisches Verdienstkreuz verbunden mit der Niedersächsischen Landesmedaille
- 1999: Offizierskreuz der Republik Polen (Krzyż Oficerski Orderu Zasługi Rzeczypospolitej Polskiej)
- 2000: Medaille „1000 Jahre Breslau – 1000 lat Wrocławia“ in Anerkennung der Verdienste um das städtische Museum Wrocław/Breslau
- 2002: Gedenkmedaille in Silber der Deutsch Sozial-kulturellen Gesellschaft in Breslau
- 2003: Ehrenmitglied des Oldenburger Forschungs- und Entwicklungsinstituts für Informatik-Werkzeuge und Entwicklung
- 2005: Ehrensenator der Fachhochschule Oldenburg/Ostfriesland/Wilhelmshaven
- 2006: Oldenburger Wirtschaftspreis – im Gedenken an Dr. Hubert Forch
- 2010: Ehrenzeichen der Republik Polen für Verdienste um die polnische Kultur[3]
- 2011: Ehrenring der Oldenburgischen Landschaft
- 2013: Verdienter Bürger Breslaus, Gedenkmedaille „Merito de Wratislawia – Verdient um Breslau“
- 2017: Ehrenmitglied des Sinfonischen Blasorchesters der Stadt Oldenburg
- 2018: Silbermedaille der Stadt Breslau
- 2020: Schlesierschild[4]
- 2023: Indigenat der Ostfriesischen Landschaft (posthum)[5]

## Engagement
Ab 2003 war Horst Milde Schirmherr des Ronald McDonald Hauses in Oldenburg.